# إيزابيل كارو
إيزابيل كارو (بالفرنسية: Isabelle Caro)‏ هي عارضة وممثلة فرنسية، ولدت في 12 سبتمبر 1982 بمارسيليا في فرنسا، وتوفيت في 23 نوفمبر 2010 بباريس في فرنسا بسبب اضطراب عصبي.

## وصلات خارجية
- إيزابيل كارو على موقع IMDb (الإنجليزية)